# O’Reilly Auto Parts 250
Das O’Reilly Auto Parts 250 ist ein Autorennen der NASCAR Camping World Truck Series, welches seit 2001 auf dem Kansas Speedway in Kansas City, Kansas stattfindet.
Von 2001 bis 2006 fand es im heißen Juli statt, da viele Team zu dieser Zeit jedoch mit den Temperaturen Probleme hatten, wurde das Rennen im Jahre 2007 auf dem April nach vorne verlegt. Sieger dieses nach vorne verlegten Rennens war Erik Darnell, der sein erstes Craftsman Truck Series-Rennen gewann.

## Bisherige Sieger
| Jahr | Sieger           | Automodell          |
| ---- | ---------------- | ------------------- |
| 2001 | Ricky Hendrick   | Chevrolet Silverado |
| 2002 | Mike Bliss       | Chevrolet Silverado |
| 2003 | Jon Wood         | Ford F-150          |
| 2004 | Carl Edwards     | Ford F-150          |
| 2005 | Todd Bodine      | Toyota Tundra       |
| 2006 | Terry Cook       | Ford F-150          |
| 2007 | Erik Darnell     | Ford F-150          |
| 2008 | Ron Hornaday Jr. | Chevrolet Silverado |
| 2009 | Mike Skinner     | Toyota Tundra       |
| 2010 | Johnny Sauter    | Chevrolet Silverado |